# Umbellula hemigymna
Umbellula hemigymna is een Pennatulaceasoort uit de familie van de Umbellulidae. De wetenschappelijke naam van de soort is voor het eerst geldig gepubliceerd in 1975 door Pasternak.